# Villa Gastel Visconti
La Villa Gastel Visconti è una storica residenza di Cernobbio sul lago di Como in Italia.

## Storia
La villa era in origine un convento di suore benedettine, chiuso per disposizione delle autorità austriache nel 1784, quindi scorporato e rivenduto nel 1816 a Vittoria Peluso, la quale trasformò l'antica struttura in una villa aristocratica con giardino all’inglese. Alla morte della Peluso, la proprietà venne ereditata dalla nipote Giuseppa Peluso maritata Cima. Nel 1882 la villa venne quindi acquistata dalla famiglia Erba, fondatori dell'omonima casa farmaceutica milanese, i quali fra il 1898 e il 1901 fecero costruire una nuova villa a lago nei terreni della proprietà, nota come la Villa Erba.

## Descrizione
La villa presenta una pianta quadrata e si sviluppa attorno ad un chiostro interno, riprendendo l'impianto del convento originario. Le facciate sono arricchite da decorazioni in stile neoclassico.